# Samurai Rabbit - Le avventure di Usagi
Samurai Rabbit - Le avventure di Usagi (Samurai Rabbit: The Usagi Chronicles) è una serie animata in CGI statunitense, ispirata alla serie a fumetti Usagi Yojimbo di Stan Sakai pubblicata da Dark Horse Comics.
Prodotta da Netflix Animation, Atomic Monster, Dark Horse Entertainment e Gaumont Animation, la serie è stata realizzata da Candie and Doug Langdale. Contrariamente al fumetto originale l'ambientazione non è quella del Giappone del XVII secolo, ma un futuro tecnologicamente avanzato in cui sono fusi elementi classici del Giappone medievale e dell'era moderna. Il giovane protagonista è un discendente del famoso personaggio originale dei fumetti, Miyamoto Usagi, che ha comunque modo di apparire, e quest'ultimo è stato doppiato dallo stesso attore giapponese Yuki Matsuzaki in cui ha ripreso la sua voce originale dopo la serie animata delle Tartarughe Ninja del 2012.

## Trama
Il giovane aspirante samurai Yuichi Usagi, discendente del celebre ronin Miyamoto Usagi, si trasferisce dalla campagna alla città di Neo Edo in compagnia della sua lucertola tokage Spot. Qui causa la liberazione di un antico yokai, Kagehito, che punta a distruggere la Pietra Ki, fonte di energia che muove ogni tecnologia della città, custodita dal saggio Tetsujin. In modo rocambolesco stringe un rapporto d'amicizia con Gen, un cacciatore di taglie fortemente indebitato, Kitsune, una marionettista di strada, e infine Chizu, apprendista di Tetsujin e ninja sotto copertura. Il gruppo con l'aiuto di Tetsujin affronta diversi avversari che tentano di spezzare la pace di Neo Edo.

## Personaggi

### Protagonisti
- Yuichi Usagi: è il protagonista della serie, e un giovane aspirante samurai che giunge a Neo Edo in cerca di gloria. È il discendente di un famoso e coraggioso samurai del passato Miyamoto Usagi (nonché di cui l'antenato del protagonista è un alleato delle Tartarughe Ninja). È un coniglio antropomorfo.
- Gen: è un giovane cacciatore di taglie e tuttofare ipocondriaco e con numerosi debiti da ripagare. Ha una sorella di nome Toshiko identica a lui (doppiata da Mela Lee, in italiano da Emanuela Ionica). È un rinoceronte antropomorfo.
- Kitsune: è una giovane artista di strada con il vizio di rubare. È una volpe antropomorfa.
- Chizu: è una giovane apprendista presso il tempio dei Cacciatori di yokai dove è custodita la Pietra Ki. In realtà è una ninja sottocopertura appartenente al Neko Ninja Clan. È una gatta antropomofa dal pelo nero e bianco.

### Antagonisti
- Comandante Supremo dei Makkine: è l'antagonista principale della serie. È una potente e malvagia intelligenza artificiale, leader e presunto creatore dei Makkine, che cerca di conquistare ogni mondo del multiverso, portandolo infine in conflitto con Yuichi Usagi e i suoi amici. Il personaggio è l'ex padrone e arcinemico di Kagehito.
- Kagehito: è un yokai con una missione che verte intorno alla Pietra Ki in cui è stato imprigionato in passato da Miyamoto Usagi. Ha una maschera cornuta bianca e rossa come volto. Inoltre nella seconda e ultima stagione aiuta i suoi ex nemici per sconfiggere l'esercito dei Makkine, guidati dal loro Comandante Supremo.
- Lady Fuwa: è la leader del Neko Ninja Clan. Ha addestrato Chizu alle arti ninja. È una gatta antropomorfoa dal pelo bianco.
- Ammiraglio Nochi: è il capo dello Squadra Pipistrelli, una delle bande di criminali della città. È un grosso pipistrello dal pelo bianco.
- Karasu-Tengu: è una yokai della natura e maestra di combattimento. Diventa la sensei di Yuichi dopo un inizio conflittuale.
- Lord Kogane: è lo Shogun di Neo Edo, codardo, vanaglorioso, infido e sleale. Sfrutta Yuichi e i suoi compagni affinché risolvano le varie problematiche legate agli yokai che avvengono in città minacciando di imprigionarli se non lo aiutano. È un licaone antropomorfo.
- Chikabuma: è il capo della gang dei Mogura, una delle bande di criminali della città. È una talpa antropomorfa.
- O-Dokuro: è un yokai scheletrico di grandi dimensioni. Ha memoria di ogni campo di battaglia del passato.

### Altri personaggi
- Miyamoto Usagi: è l'antenato samurai di Yuichi che vive nella leggenda, nonché un alleato delle Tartarughe Ninja. Causò la sigillatura degli yokai nella Pietra Ki. Come la sua famiglia è un coniglio antropomorfo.
- Signora Usagi: è l'anziana e saggia zia di Yuichi con cui viveva quando abitava in campagna. Ha un orecchio e una gamba artificiali. Come la sua famiglia è una coniglia antropomorfa.
- Hana: è una bambina amica di Chizu addestrata dal Neko Ninja Clan. Ha gli occhi eterocromi. È una gatta calico antropomorfa.
- Tetsujin: è il custode della Pietra Ki e ultimo dei Cacciatori di yokai. È uno scienziato oltre a custodire la Pietra Ki presso il tempio dei Cacciatori di yokai. È un orso antropomorfo.

## Doppiaggio
| Personaggio      | Doppiatore originale | Doppiatore italiano  |              |              |              |              |
| Protagonisti     | Protagonisti         | Protagonisti         | Protagonisti | Protagonisti | Protagonisti | Protagonisti |
| ---------------- | -------------------- | -------------------- | ------------ | ------------ | ------------ | ------------ |
| Yuichi Usagi     | Darren Barnet        | Gabriele Vender      |              |              |              |              |
| Gen              | Aleks Le             | Massimo Bitossi      |              |              |              |              |
| Kitsune          | Shelby Rabara        | Lucrezia Marricchi   |              |              |              |              |
| Chizu            | Mallory Low          | Martina Felli        |              |              |              |              |
| Antagonisti      |                      |                      |              |              |              |              |
| Kagehito         | Eric Bauza           | Dario Oppido         |              |              |              |              |
| Lady Fuwa        | Mela Lee             | Chiara Colizzi       |              |              |              |              |
| Ammiraglio Nochi | Eric Bauza           | Raffaele Palmieri    |              |              |              |              |
| Karasu-Tengu     | Sumalee Montano      | Alessandra Korompay  |              |              |              |              |
| Lord Kogane      | SungWon Cho          | Oreste Baldini       |              |              |              |              |
| Chikabuma        | Eric Bauza           | Gianluca Cortesi     |              |              |              |              |
| O-Dokuro         | Eric Bauza           | Riccardo Ricobello   |              |              |              |              |
| Altri personaggi |                      |                      |              |              |              |              |
| Miyamoto Usagi   | Yuki Matsuzaki       | Francesco Fabbri     |              |              |              |              |
| Signora Usagi    | Sumalee Montano      | Daniela Abbruzzese   |              |              |              |              |
| Hana             | Mela Lee             | Veronica Cuscusa     |              |              |              |              |
| Tetsujin         | Keone Young          | Stefano Alessandroni |              |              |              |              |

## Episodi
| Stagione         | Episodi | Pubblicazione     |
| ---------------- | ------- | ----------------- |
| Prima stagione   | 10      | 22 aprile 2022    |
| Seconda stagione | 10      | 1º settembre 2022 |

## Produzione
A Febbraio 2018 venne annunciato che un adattamento animato era in lavorazione da parte di Gaumont Animation  e a Luglio 2020 venne confermato che l'adattamento sarebbe stata una serie streaming prodotta in collaborazione con Netflix Animation, Atomic Monster e Dark Horse Entertainment. Lo studio 88 Pictures è stato responsabile dell'animazione CGI mentre Ben Jones e Khang Le hanno ricoperto rispettivamente il ruolo di produttore e di direttore artistico.
Doug e Candie Langdale sono stati sia show-runners che produttori esecutivi. A Luglio 2021 Darren Barnet è stato presentato come doppiatore del protagonista Yuichi Usagi mentre nell'Aprile 2022 Yuki Matsuzaki disse che avrebbe doppiato nuovamente Miyamoto Usagi.
Il doppiaggio italiano è stato affidata alla compagnia CD Cinedubbing ed è stato effettuato tra il 7 Febbraio e il 21 Febbraio 2022 per la prima stagione e a partire dal 27 Maggio 2022 per la seconda stagione.

## Distribuzione
La prima stagione è stata rilasciata su Netflix il 28 Aprile 2022 mentre la seconda e ultima l'1 Settembre 2022.